# زلبیتس (لبتال)
زلبیتس (به آلمانی: Selbitz) یک منطقهٔ مسکونی در آلمان است که در کمبرگ واقع شده‌است. زلبیتس ۴۰۳ نفر جمعیت دارد.